# Mount Makarakomburu
Mount Makarakomboru is een berg op de Salomonseilanden. Hij ligt op het eiland Guadalcanal en is het op één na hoogste punt van het land.
De berg ligt in het zuidelijke deel van het eiland en bereikt een hoogte van 2310 meter. Lange tijd werd gezegd dat Mount Makarakomboru de hoogste berg van het land was met een hoogte van 2447 meter, maar deze metingen bleken onjuist, want het hoogste punt is Mount Popomanaseu in het noordoosten met een hoogte van 2335 meter.